# S-125 Neva/Pechora
O S-125 Neva/Pechora (em russo:  С-125 "Нева"/"Печора", Designação da OTAN: SA-3 Goa) é um sistema de lançamento de mísseis terra-ar desenvolvido pela União Soviética como complemento ao S-25 e ao S-75. Ele era menos efetivo e tinha um alcance menor que os seus predecessores, mas era muito mais eficiente contra alvos de grande manobrabilidade. Ele também é bom contra alvos em baixo altitude e é mais resistente contra contra-medidas eletrônicas que o S-75. O S-125 dispara mísseis 5V24 (V-600) que viajam a velocidade de Mach 3 a 3.5. Ele, assim como os modelos soviéticos do seu tipo, se guia via ondas de rádio. Uma versão naval (SA-N-1 Goa) também foi lançada.